# ダニー・コーエン (計算機科学者)
ダニー・コーエン（Danny Cohen、1937年12月9日 - 2019年8月12日）は、イスラエル出身のアメリカ合衆国の計算機科学者である。コンピュータネットワークを専門とする。ARPAnetプロジェクトに携わり、インターネットの様々な基本的なアプリケーションの開発に貢献した。コーエンは、1980年4月1日に発表した"On Holy Wars and a Plea for Peace"（聖戦と平和の嘆願について）というジョークRFCの中で、ジョナサン・スウィフトの『ガリバー旅行記』から借用した「エンディアン」という用語を初めて使用した。コーエンは、いくつかの大学で計算機科学の教員を務め、民間企業で働いてきた。

## 生涯
コーエンは1963年にイスラエル工科大学（テクニオン）を卒業し、数学の学士号を取得した。
1967年、コーエンは汎用コンピュータ上で動作する初のリアルタイム・ビジュアル飛行シミュレータと初のリアルタイム・レーダー・シミュレータを開発した。コーエンの飛行シミュレータの研究は、ハーバード大学のアイバン・サザランドと共同で開発した、コンピュータグラフィックスにおける線分クリッピングのアルゴリズムであるコーエン＝サザランド・アルゴリズムに繋がった。コーエンはサザランドの指導の下で、1969年にハーバード大学で博士号(Ph.D.)を取得した。彼の博士論文のタイトルは"Incremental Methods for Computer Graphics"（コンピュータグラフィックスのためのインクリメンタル手法）だった。
大学卒業後は1973年までハーバード大学で計算機科学の教員を務めた後、1976年にカリフォルニア工科大学で勤務し、南カリフォルニア大学情報科学研究所に移籍して、ARPANet（および初期の開発中のインターネット）上でリアルタイムの音声会話を可能にするためのパケットボイスプロジェクトに取り組んだ。コーエンが開発したNetwork Voice Protocol(NVP)は、Voice over Internet Protocol(VoIP)の前身となった。1981年、コーエンは自身のビジュアル・シミュレータをARPANet上で動作するようにしたが、これはパケット交換ネットワークのリアルタイム・アプリケーションへの初期の応用だった。
1993年には、アメリカ国防総省(DoD)の資金提供を受けて、Distributed Interactive Simulation（DIS、分散型インタラクティブ・シミュレーション）の研究を開始した。彼は、Myrinetの前身であるATOMICというLAN技術を試作した。1994年、コーエンはMyrinetを商用化するためのミリコム社(Myricom)をチャック・ザイツらと共同設立した。コーエンはまた、電子商取引とデジタル図書館のためのFastXchangeプロジェクトを開始した。
コーエンは国防総省、国立衛生研究所、全米研究評議会のいくつかの委員会や理事会の委員を務め、アメリカ空軍科学諮問委員会の委員を5年間務めた。また、VoIPに関する特許侵害訴訟では証人を務めた。
2001年から、サン・マイクロシステムズの最高技術責任者として、光と電気信号を使用した近距離の超高速通信の研究に従事していた。
コーエンはUSCの計算機科学の非常勤教授を続けていた。
コーエンは2019年8月12日、カリフォルニア州パロアルトで81歳で死去した。

## 賞と栄誉
1993年、アメリカ空軍から民間人功労賞を受賞した。2006年に全米技術アカデミー会員、2010年にIEEEフェローに選出された。2012年には、インターネットソサエティのインターネットの殿堂に殿堂入りした。2013年には、ヴィント・サーフがGoogleでコーエンを称えるイベントを開催した。

## 主な著作物
- Danny Cohen (1980年4月1日). “On Holy Wars and a Plea for Peace”. Internet Experiment Note 137. 2010年1月17日閲覧。 — also published in IEEE Computer, October 1981 issue.
- "AI as the Ultimate Enhancer of Protocol design" (with J. Finnegan), Artificial Intelligence and Software Engineering, Ed. Derek Partridge, ABLEX Publishing Corporation, Norwood, NJ. ISBN 0-89391-606-4, 1991, Chapter 22, pp. 463–472, and also in the Proceedings of the Third Annual Artificial Intelligence and Advanced Computer Technology Conference, Long Beach, CA, April 1987, pp. 329–337. Available online at .
- "Protocols for Dating Coordination" (with Y. Yemini), Proceedings of the Fourth Berkeley Conference on Distributed Data Management and Computer Networks, San Francisco, CA, August 1979, pp. 179–188.
- "Incremental Methods for Computer Graphics" (PhD Thesis), Harvard Report ESD-TR-69-193, April 1969. Available from DTIC (AD #AD694550/U).[3]
- "On Linear Differences Curves", published as a chapter in the book Advanced Computer Graphics, Economics, Techniques and Applications, edited by Parslow and Green, Pleunum Press, London 1971, and also in Proceedings of the Computer Graphics '70 Conference, Brunel University, England, April 1970.
- "RFC 741: Specifications for the Network Voice Protocol (NVP)", Nov-22-1977.
- "A VLSI Approach to Computational Complexity" by Professor J. Finnegan, in VLSI, Systems and Computation, edited by H. T. Kung, Bob Sproull, and Guy L. Steele Jr., Computer Science Press, 1981, pp. 124–125.
- "A Voice Message System", in Computer Message Systems edited by R. P. Uhlig, North-Holland 1981, pp. 17–28.
- "The ISO Reference Model and Other Protocol Architectures" (with J. B. Postel), in International Federation for Information Processing 1983, Paris, September 1983, pp. 29–34.
- "MOSIS: Present and Future" (with G. Lewicki, P. Losleben, and D. Trotter) 1984 Conference on Advanced Research in VLSI, Massachusetts Institute of Technology, January 1984, pp. 124–128.
- "A Mathematical Approach to Computational Network Design", Chapter 1 in Systolic Signal Processing Systems (E. E. Swartzlander, ed.), Marcel Dekker, 1987, pp. 1–29.
- "Computerized Commerce", International Federation for Information Processing 1989, San Francisco, August 1989, pp. 1095–1100.
- "Myrinet: A Gigabit-per-Second Local Area Network" (with Boden, Felderman, Kulawik, Seitz, Seizovic, and Su), IEEE-MICRO, February 1995, pp. 29–36.
- "RFC 1807: A Format for Bibliographic Records" (with R. Lasher), IETF, June 1995.
- "The Internet of Things" (with N. Gershenfeld and R. Krikorian), Scientific American, October 2004, pp. 76–81.
- "Internet-0: Interdevice Internetworking" (with N. Gershenfeld), IEEE Circuits and Devices Magazine, September/October 2006, Vol:22, Issue:5, pp. 48–55

## 特許
- US Patent 7,573,720 (2009) Active socket for facilitating proximity communication
- US Patent 7,561,584 (2009) Implementation of a graph property in a switching fabric for fast networking
- US Patent 7,525,199 (2009) Packaging for proximity communication positioned integrated circuits
- US Patent 7,460,035 (2008) Balanced code with opportunistically reduced transitions
- US Patent 3,769,442 (1973) Compressed Data Base for Radar Land Mass Simulator